# Tanacetum atkinsonii
Tanacetum atkinsonii — вид рослин з роду пижмо (Tanacetum) й родини айстрових (Asteraceae); поширений у Гімалаях.

## Опис
Багаторічна трава заввишки 12–30 см. Стебла поодинокі або скупчені, ворсисті з довгими вигнутими простими волосками, особливо у верхній частині та під квітковими головами. Прикореневі листки на ніжці ≈ 2.4 см й мають пластини зворотно ланцетні або вузько еліптичні, 4–10 × 1.5–3 см, 3-перисто-розсічені, обидві поверхні блідо-зелені, мало ворсисті; первинні бічні сегменти 7–12 парні; кінцеві сегменти косо трикутні, ланцетні або лінійні. Стеблові листки схожі, зазвичай 2-перисті, сидячі. Квіткові голови поодинокі, кінцеві. Язичкові квітки жовті. Період цвітіння: липень.

## Середовище проживання
Поширений у Гімалаях: Тибет, Бутан, Непал, Індія (Сіккім). Населяє гірські схили.